# 尾戸焼

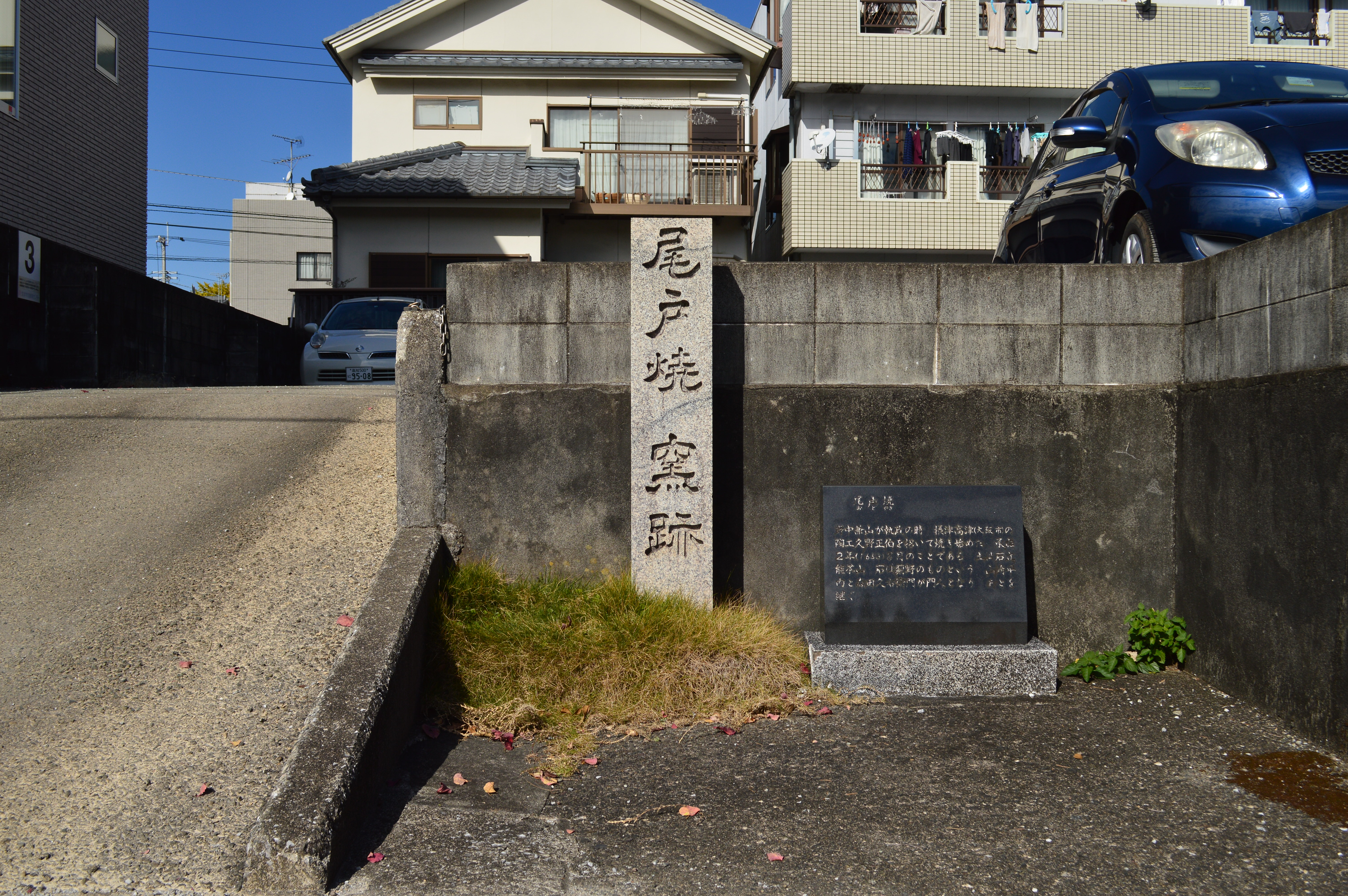
尾戸焼窯跡碑

尾戸焼（おどやき）は、江戸時代に土佐国尾戸（現在の高知県高知市小津町）で産出した陶器。「尾戸（おど）」は「小津（おづ）」の転訛。

## 概要

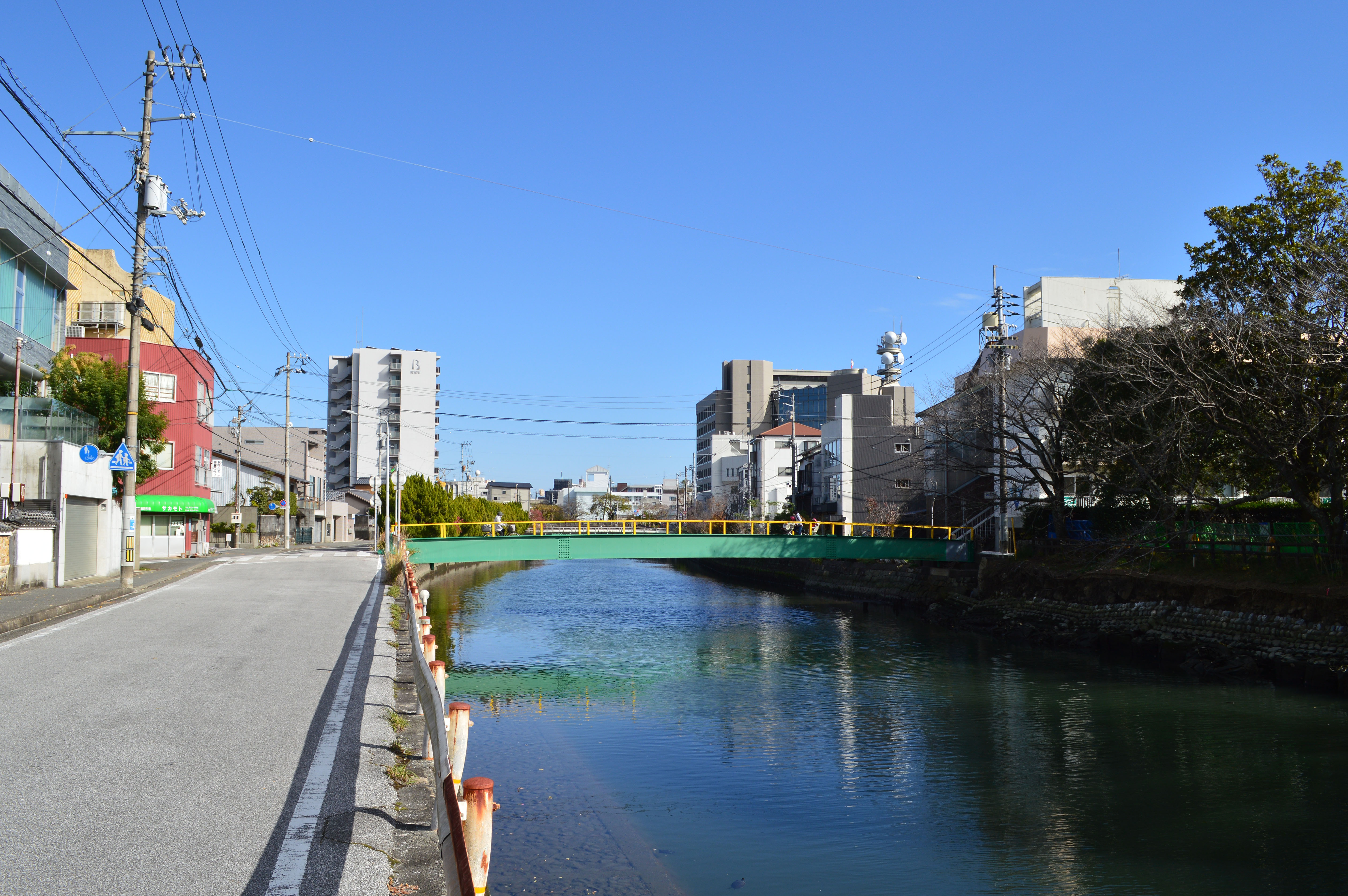
小津町尾戸地区江ノ口川上流（西）から下流方向（東）を望む。中央の小津橋から奥の両岸が尾戸地区で、かつては両岸は地続きであり江ノ口川は尾戸地区手前で右に屈曲したが、江ノ口川の改修後は地区を分断する。

承応2年（1653年）、土佐藩第2代藩主の山内忠義の下で家老を務めていた野中兼山が大坂の高津から陶工の久野正伯を招き、高知城北側の江ノ口川北岸の尾戸に開窯したことに始まる。久野正伯は山崎平内・森田久右衛門に製法を伝授し、以後は両家が業を継承した。当初は藩窯と御庭焼を折衷した性格であり、陶土には能茶山の土が、薬石には薊野の丸山石が使用されたという。
享保12年（1727年）には大火によって初期の窯場が焼失し、元文4年（1739年）に新たな窯場が再建されて陶器が生産された。17世紀後半-18世紀初頭には茶道具の贈答品や藩用品として主に利用されていたが（遺跡からの出土も窯跡周辺のほか高知城・藩関連屋敷・家老屋敷などに限定される）、18世紀前葉以降は日用品の生産に重点が移動して広く流通している。
文政3年（1820年）には能茶山に藩の磁器窯・陶器窯が開かれて磁器生産が藩窯の主力に移るとともに、尾戸の窯場も移転した（能茶山焼/能茶焼）。明治4年（1871年）には藩窯が廃止され、民間窯として能茶山周辺に数軒が開窯された。現在は「土居窯」・「谷製陶所」の2軒が継承する。
尾戸の窯場跡では、大正末-昭和初年に江ノ口川の川筋を直線的に改修する工事が行われたことで大部分の遺跡が破壊されている。しかしながら昭和30年代の江ノ口川南岸でのビル工事建設の際に尾戸焼陶片・窯道具が多く出土したほか、2003年度（平成15年度）の江ノ口川南岸での試掘調査の際に多くの遺物が出土している。

## 文化財
以下は尾戸焼に関する指定文化財の一覧である。

### 高知県指定保護有形文化財
- 森田久右衛門江戸日記（古文書）
高知市・個人所蔵。久野正伯から指導を受けた森田久右衛門が、延宝6年（1678年）に第4代藩主の豊昌に従い江戸に上った際の記録である[1]。久右衛門は江戸への途上で京都や大坂、瀬戸など各地の窯を視察し、それぞれの様子や陶工の名前、作品を同日記に書き留め[6]、また江戸滞在中には幕府大老の酒井忠清など大名や茶人の面前で作陶を披露し、彼らの好みに応じて即興で作品を仕上げたことを記している[7]。江戸時代前期の窯業の実態だけでなく、当時の江戸における茶道や芸能、風俗などを知る上でも重要な史料である。1987年（昭和62年）4月17日指定[1]。
- 宗安禅寺の屋頂宝珠（歴史資料）
宗安寺所蔵・元禄4年（1691年）に改築された同寺不動堂の堂頂を飾っていた宝珠で、伏盤の一面上部に「奉寄進」と記し、その下に設けた格狭間の内に「元禄十三 庚辰歳 土州 尾戸之住 山崎平内」と鉄釉銘がある。1991年（平成3年）3月26日指定[8][9]。
- 永福寺の陶製位牌（工芸品）
永福寺所蔵。久野正伯から指導を受けた山崎平内が宝永元年（1704年）に自身の両親の五十年忌に際して製作したもので、二人分の位牌を一体に合わせた形状をなす[10]。2000年（平成12年）3月28日指定[11]。

### 高知市指定有形文化財
- 香炉
妙喜寺観音堂所蔵。側面に鉄彩で「奉寄進 元文四年 森田光正」と銘があり、森田光正は久右衛門から分家した3代目とされる。1987年（昭和62年）2月12日指定[12]。
- 宝珠
妙喜寺観音堂所蔵。伏鉢に「元文四年己未九月吉日森田八之亟光正七十□歳□之」と銘が刻まれ、上の香炉と同時期、同一人物の作とされる。1987年（昭和62年）2月12日指定[13]。
- 大利新宮神社の狛犬
大利新宮神社所蔵。阿吽一対の狛犬で[14]、内部に寛政4年（1792年）森田家4代目の弥源次が製作したことを示す銘がある。1991年（平成3年）2月1日指定[15]。
- 朝倉神社の尾戸焼狛犬
朝倉神社所蔵。阿吽一対の狛犬で、無銘。1994年（平成6年）3月1日指定[15]。

## ギャラリー

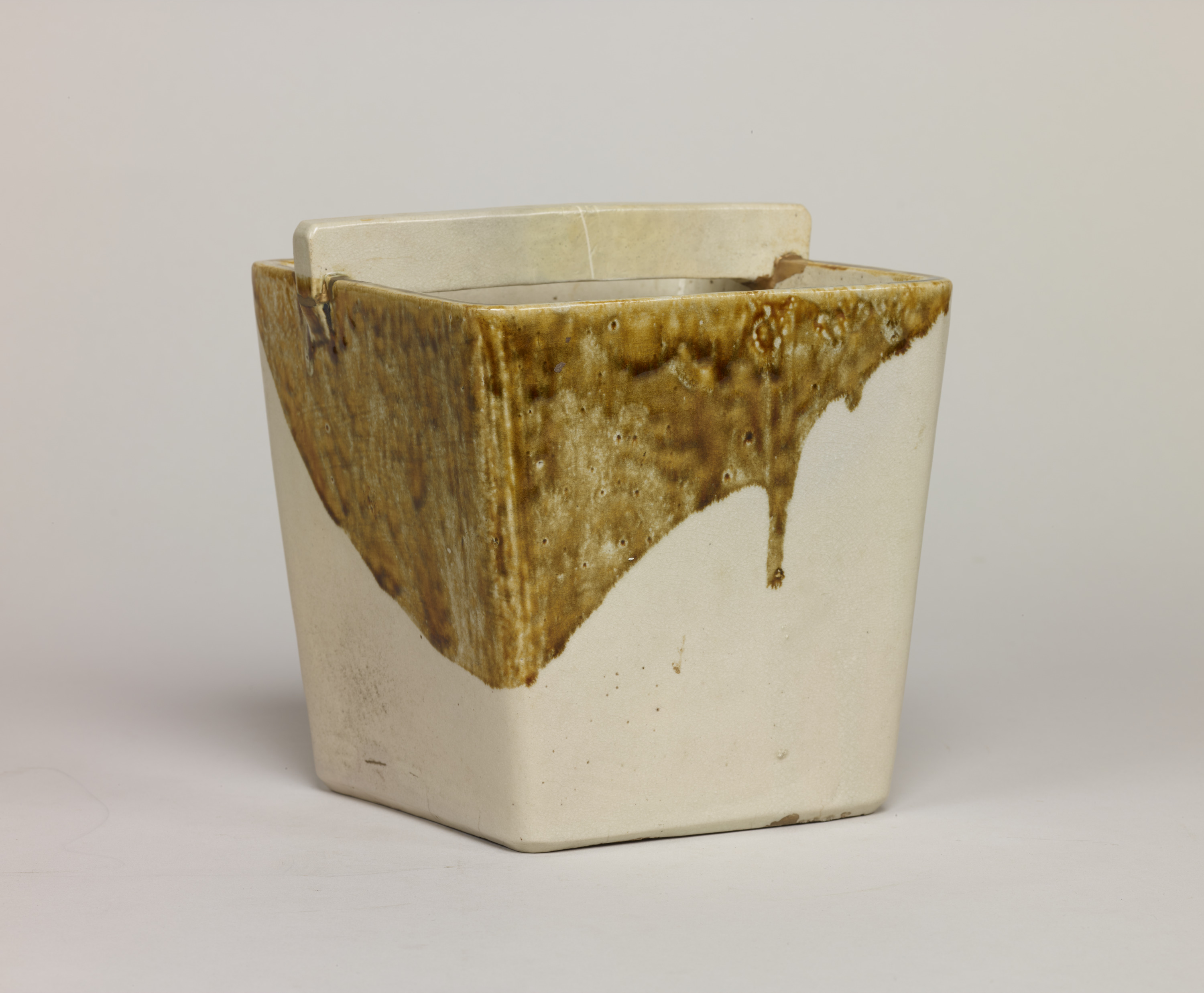
片身替釉手桶形水指（東京国立博物館所蔵）
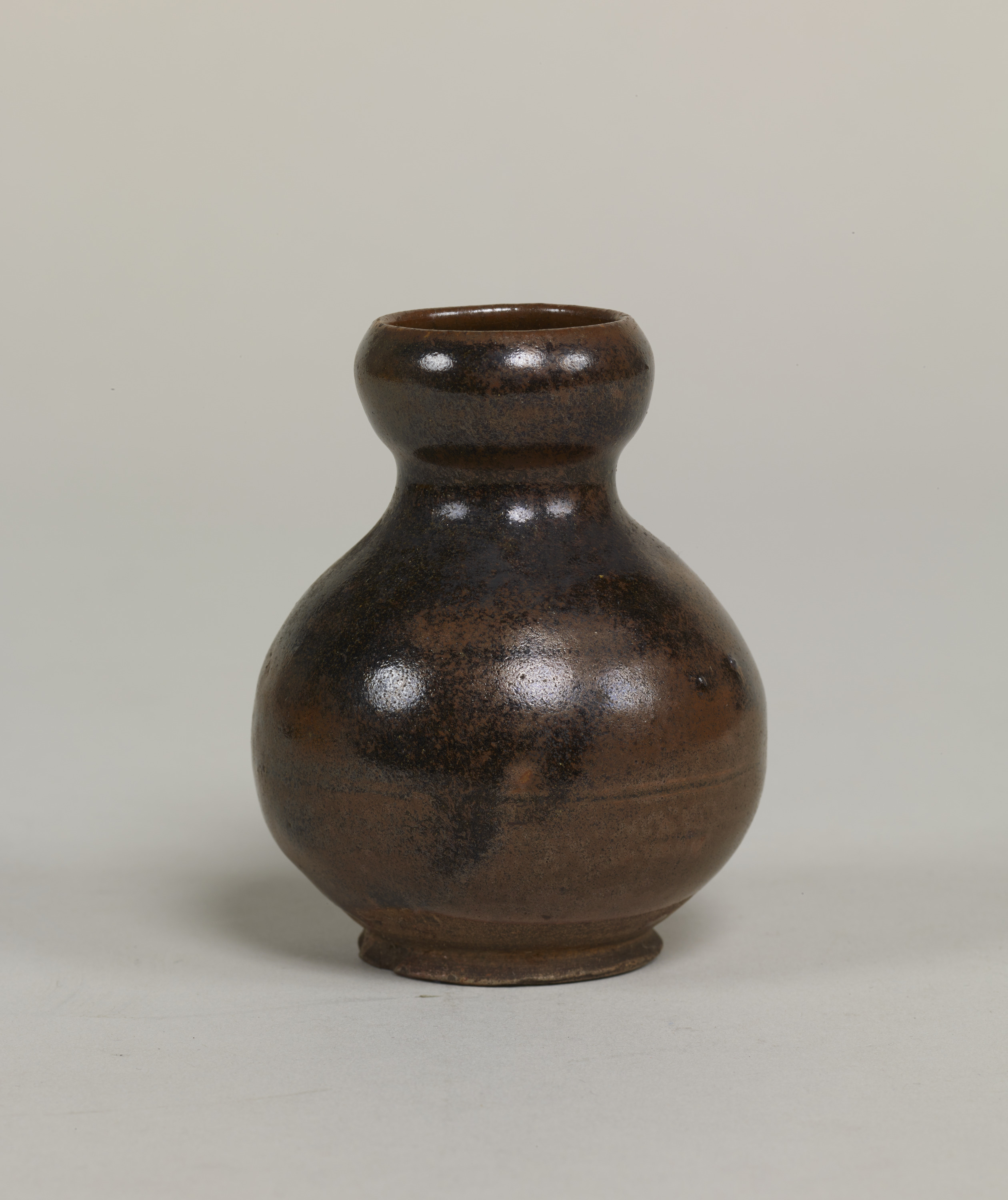
褐釉瓢形茶入（東京国立博物館所蔵）
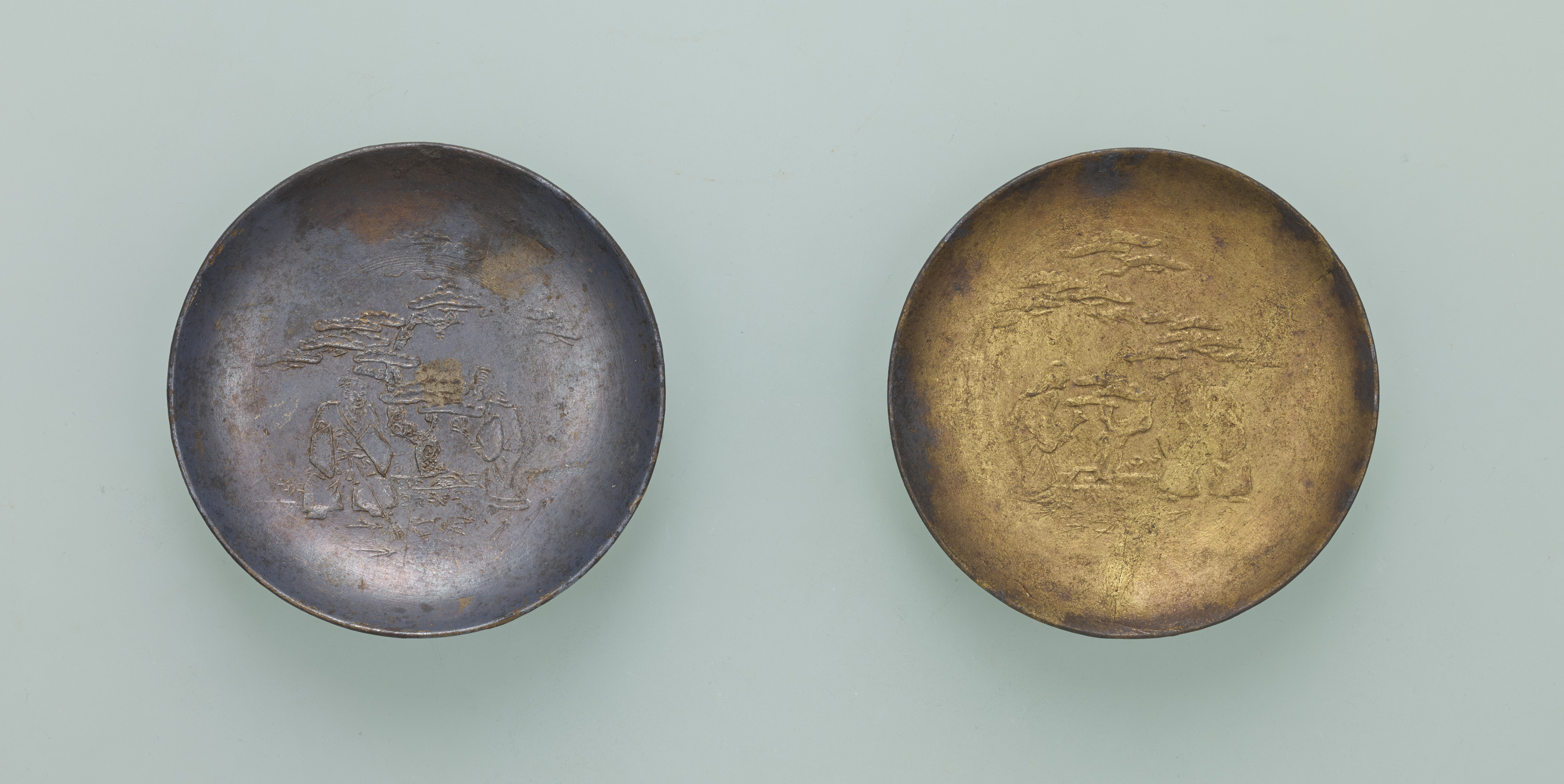
土器（東京国立博物館所蔵）
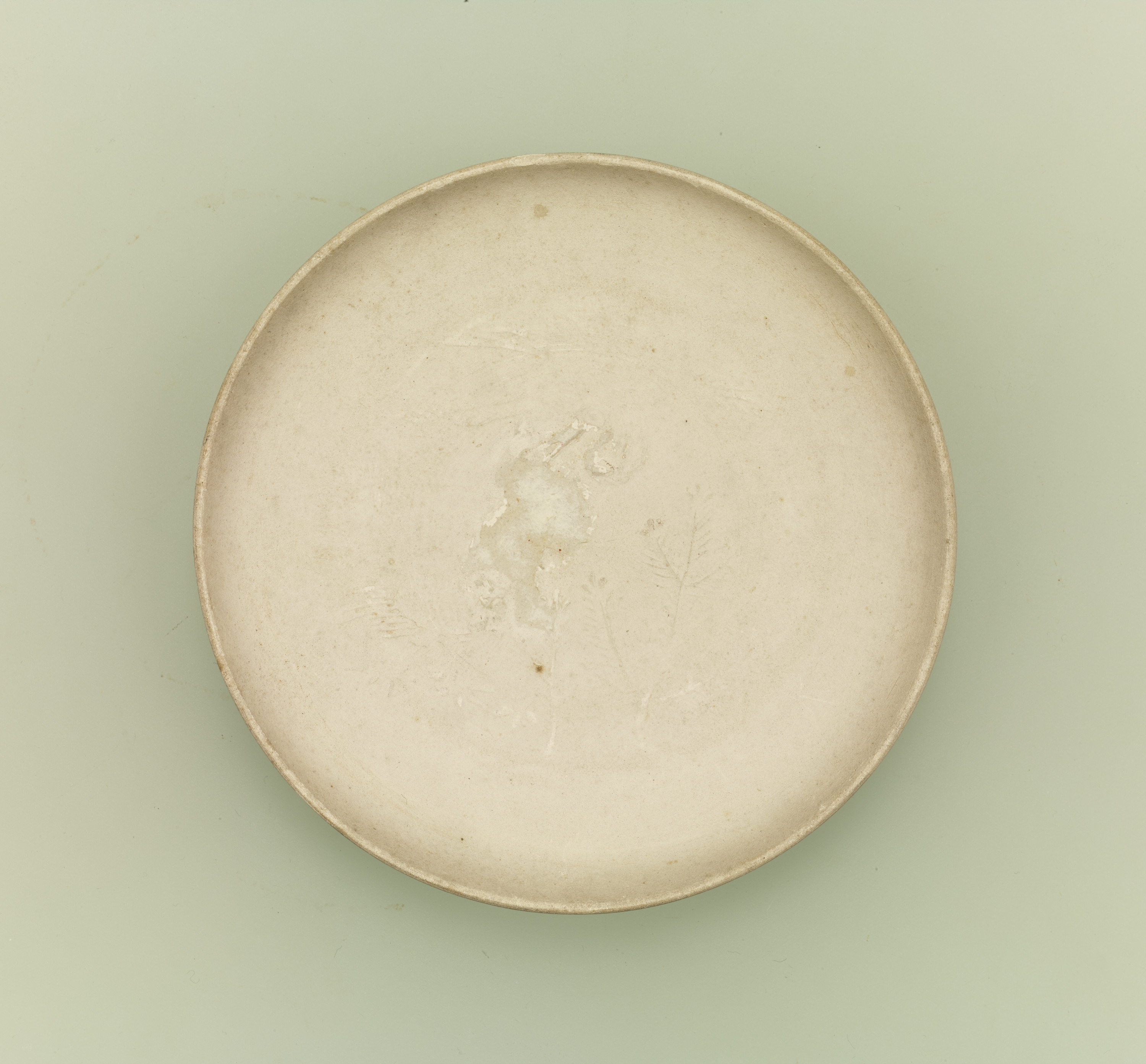
土器（東京国立博物館所蔵）

## 関連文献
（記事執筆に使用していない関連文献）
- 『尾戸窯跡 -共同住宅建設に伴う埋蔵文化財発掘調査報告書-（高知市文化財調査報告書 第30冊）』高知市教育委員会、2007年。 - リンクは奈良文化財研究所「全国遺跡報告総覧」。